# Půst 10. tevetu

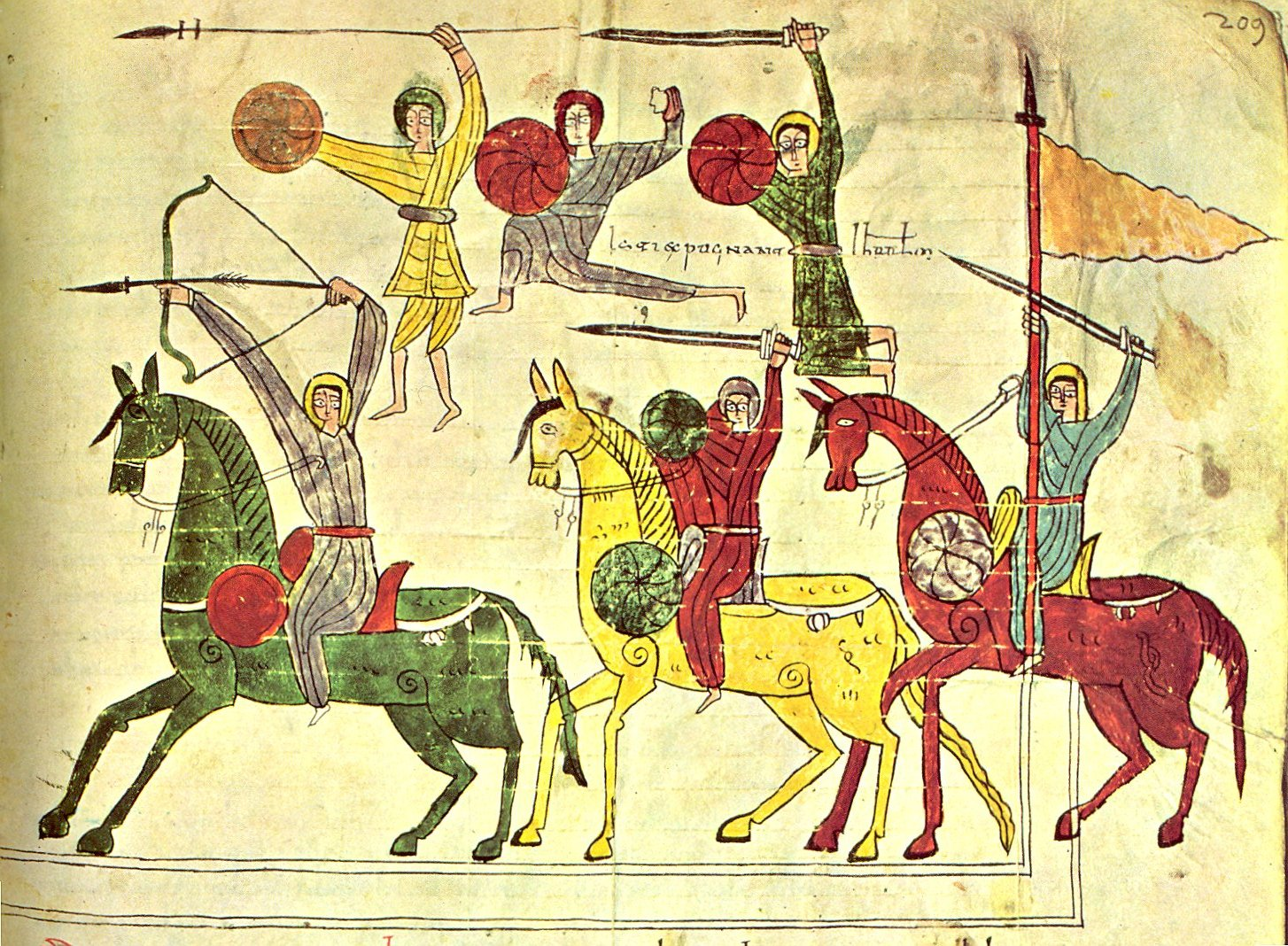
Obležení Jeruzaléma králem Nebukadnesarem II., ilustrace z 10. století

Půst 10. tevetu (hebrejsky עשרה בטבת‎, Asara be-tevet, doslova: „desátý den měsíce tevetu“) je veřejný postní den, připomínající počátek obléhání Jeruzaléma babylónským králem Nebukadnesarem II. v r. 588 př. n. l., což byl první krok ke zničení Jeruzaléma, Chrámu a Judského království.
Izraelským vrchním rabinátem byl půst vyhlášen za „Den všeobecného kadiše“ (Jom ha-kadiš ha-klali) za oběti holocaustu.

## Původ půstu
Poprvé je půst zmiňován v knize Zacharjáš (8, 19) jako „půst desátého měsíce“ (tj. tevet). V židovském kalendáři se sice nový rok počítá od měsíce tišri, ale pořadí měsíců se počítá od nisanu – prvního jarního měsíce (též jako měsíc aviv). Podle tradice došlo v dny kolem 10. tevetu i k dalším, pro židovský národ nedobrým událostem:
- zemřel Ezdráš (9. nebo 10. tevetu)
- Bible byla přeložena do řečtiny jako Septuaginta, což pozdější rabínská tradice začala vykládat jako velký omyl, neboť došlo k profanaci Tóry a k jejímu předání pohanům (8.–10. tevetu).

Zmíněn je i v 2. knize Královské a knize Jeremjáš:
| „                                                  | V devátém roce Sidkijášova kralování (tj r. 588), v desátém měsíci, desátého dne toho měsíce, přitáhl Nebúkadnesar, král babylónský, s celým svým vojskem proti Jeruzalému, položil se proti němu a zbudovali dokola obléhací val. Město bylo obleženo do jedenáctého roku vlády (586) krále Sidkijáše. | “ |
| — 2Kr 25, 1–2 (Kral, ČEP); Jer 52, 4–5 (Kral, ČEP) | |   |

## Pravidla půstu
Jedná se o menší půst, platí od úsvitu do soumraku. Na rozdíl od Tiš'a be-av není zakázáno kromě konzumace pokrmů a nápojů nic dalšího, jako například mytí, koupání, čištění zubů atd. Liturgie pro 10. tevet je podobná jako pro půst Gedaljův. Do amidy se přidává modlitba pro postní dny Anenu, čte se Avinu malkenu a postní slichot. Z Tóry se čte pasáž obvyklá pro veřejný postní den a haftara.
Půst 10. tevetu může jako jediný z židovských půstů připadnout na pátek a v tomto případě je jídlo a pití zakázáno až do doby „vyjití hvězd“, kdy už začal šabat. Připadne-li 10. tevet na šabat, nepřesouvá se a pravidla půstu mají přednost před příkazem šabatu (podobně jako na Jom kipur. Toto pravidlo je dnes jen teoretické, protože matematická metoda výpočtu židovského kalendáře tuto kombinaci nepřipouští. Kalendář určovaný pozorováním měsíce by ovšem takovou situaci umožnit mohl.